# Anicius Maximus
Anicius Maximus (sein Praenomen ist nicht bekannt) war ein im 1. Jahrhundert n. Chr. lebender römischer Politiker.
Durch einen Brief (Epistulae X, 112, 2) von Plinius an Trajan (98–117) ist belegt, dass Maximus während der Regierungszeit von Trajan Statthalter (Proconsul) in der Provinz Bithynia et Pontus war; er amtierte vor 108/109 (bzw. vor 109) in der Provinz.
Maximus gehörte zur gens Anicia. Sein Großvater war wahrscheinlich Publius Anicius Maximus.